# Grzegorz I (hrabia Tusculum)
Grzegorz I (ur. w X wieku, zm. ok. 1012) – hrabia Tusculum, konsul rzymski i senator.

## Życiorys
Był synem Teofilakta, wnukiem Alberyka II. Około 961 roku został konsulem, a od 980 nosił przydomek vir illustrissimus. Początkowo sprzyjał papieżom, zwłaszcza Sylwestrowi II i cesarzowi Ottonowi II. Na początku XI wieku podniósł bunt przeciwko Ottonowi III i władzy Krescencjuszy, w wyniku czego cesarz musiał uciec z Rzymu 6 lutego 1001. Rok później Grzegorz przejął władzę w mieście. W 1009 roku papieżem wybrany został Sergiusz IV, za pontyfikatu którego Krescencjusze częściowo utracili swoje wpływy.
Był żonaty z Marią, z którą miał trzech synów: Teofilakta, Romanusa i Alberyka III. Grzegorz zmarł przed 11 lipca 1012 roku, a po śmierci papieża Sergiusza, następcą na Stolicy Piotrowej stanął syn hrabiego, Teofilakt (papież Benedykt VIII).